# تیم ملی والیبال مردان میانمار
تیم ملی والیبال مردان میانمار (انگلیسی: Myanmar men's national volleyball team) تیم ملی والیبال میانمار، نماینده میانمار در مسابقات بین‌المللی و مسابقات دوستانه والیبال است.